# Philippe Giovannini
Pour les articles homonymes, voir Giovannini.
Philippe Giovannini, né le 29 mai 1908 à Sorbo-Ocagnano (Corse) et mort le 8 février 1989 à Toulon (Var), est un homme politique français.

## Détail des fonctions et des mandats
Mandat parlementaire
- 11 mars 1973 - 2 avril 1978 : Député de la 4e circonscription du Var